# Stephen Calder
Stephen Calder (Detroit, 1 de dezembro de 1957) é um velejador canadense, medalhista olímpico. Ele competiu nos Jogos Olímpicos de Verão de 1984 na classe Soling e conquistou a medalha de bronze, ao lado de Hans Fogh e John Kerr.
Com Fogh e Kerr, Calder tornou-se campeão canadense em Soling em 1981, 1983 e 1984. Eles também se tornaram campeões europeus juntos em 1983 e campeões norte-americanos em 1984.